# Nobody's Perfect (Deep Purple)
Nobody's Perfect è un album live dei Deep Purple pubblicato nel 1988. È stato registrato durante il tour in supporto all'album House of the Blue Light nel 1987 in Europa e negli Stati Uniti. La copertina esterna è stata disegnata da Aubrey Powell dello studio Hipgnosis.
Per le transizioni tra una traccia e l'altra, sono state utilizzate delle dissolvenze. La tracklist è rappresentativo scalette della band del tempo, che consisteva principalmente al set di Made in Japan con l'aggiunta di alcuni brani dai due album pubblicati dalla reunion: Perfect Strangers (1984) e The House of Blue Light (1987). L'ultima traccia dell'album, Hush, è una incisione in studio in presa diretta in studio che commemora il 20º anniversario della pubblicazione del singolo. La canzone fu pubblicata come singolo e fu anche promossa attraverso un video. Nel corso della scaletta, la band improvvisa spesso introducendo variazioni sul tema che includono citazioni del loro repertorio o dell'opera di altri artisti. Hard Lovin' Woman include parti di Under The Gun durante il solo di chitarra di Blackmore. Strange Kind of Woman rende omaggio alla partecipazione di Gillan nel 1970 all'opera Jesus Christ Superstar ed in particolare alla canzone Superstar, in cui il cantante, scherzosamente, cita il titolo di un album della band: "Jesus Christ, Jesus Christ, who do we think we are". Woman From Tokyo si evolve in Everyday di Buddy Holly a metà del pezzo. Alcune canzoni come The Unwritten Law e Difficult To Cure (che includeva una parte del Quarto Movimento della Nona Sinfonia di Beethoven) venivano suonate durante ogni serata del tour, ma non furono incluse su disco. Occasionalmente venivano suonate anche Call Of The Wild e Mad Dog.

## Accoglienza
L'album vendette abbastanza bene e raggiunse la posizione #38 nella classifica degli UK e la #105 nella Billboard 200 degli USA.
La critica fornì recensioni contrastanti. Alla band veniva principalmente imputato l'aver riproposto una scaletta molto simile a Made In Japan, con la sola esclusione di The Mule, a discapito dei nuovi brani pubblicati negli anni 80. Questa era una delle critiche principali anche da parte di Gillan, che in un'intervista del '94 disse che "Nobody's Perfect è l'album più vergognoso che abbiamo mai realizzato e non posso giustificare la sua esistenza!". La band ebbe infatti modo di rendersi conto della "falsa democrazia" in cui aveva vissuto per venticinque anni quando, nel 1993, dopo l'abbandono di Blackmore, poté finalmente tornare a decidere liberamente la scaletta.
In una recensione dell'epoca, Steve Newton liquidò l'album con la frase "Se avete già Made In Japan - che catturò la band al suo apice - allora Nobody's Perfect è ridondante".
Su Allmusic, Eduardo Rivadavia osserva che "gli unici due momenti che sorprendono sono il solo di tastiera multi-sfaccettato di Jon Lord che introduce Knocking At Your Back Door e la ri-registrazione in studio del grande hit della Mark I, Hush. Ironicamente, come l'infinitamente superiore Made In Japan del 1972, questa registrazione presagisce il collasso della formazione più nota dei Deep Purple".
Sulla reissue del 1999, Mike Ladano scrive "La grande critica rivolta a Nobody's Perfect, al tempo come al giorno d'oggi, è che la setlist era troppo poco coraggiosa e ripeteva della roba che era già stata presentata in quel formato dal vivo. Ian Gillan stesso fu uno di questa opinione" inoltre fa presente che "la voce di Ian Gillan è invecchiata come fanno tutte le voci degli uomini ed è notevolmente differente. Così com'è altrettanto importante il fatto che i Deep Purple abbiano tagliato i soli. Questa non è una brutta cosa, ma un sacco di jam accorciate e di soli sembravano suonati a memoria negli anni 80." Allo stesso tempo, fa notare che "l'album contiente forse l'ultima versione decente di Child In Time".

## Tracce
Alcune delle tracce non furono incluse in ogni edizione del disco. Il doppio vinile originale del 1988 includeva 13 tracce, escludendo "Dead or Alive". La cassetta del 1988 includeva la canzone, ma escludeva "Bad Attitude". La prima edizione in CD del 1988 consisteva di sole 11 tracce, lasciando fuori oltre a queste tracce anche Space Truckin'. Infine, tutte le tracce furono incluse nel remaster del 1999 su doppio CD.

### Disco 1
1. Highway Star - 6:10
2. Strange Kind of Woman - 7:34
3. Dead or Alive* - 7:05    (non registrato su LP in vinile originale, della PolyGram Records del 1988)
4. Perfect Strangers - 6:24
5. Hard Lovin' Woman - 5:03
6. Bad Attitude* - 5:30
7. Knocking at Your Back Door - 11:24

### Disco 2
1. Child in Time - 10:36
2. Lazy - 5:10
3. Space Truckin'* - 6:02
4. Black Night - 6:06
5. Woman from Tokyo - 3:59
6. Smoke on the Water - 7:43
7. Hush - 3:32

*Tracce non presenti nelle edizioni a CD singolo.

## Formazione
- Ritchie Blackmore - chitarra
- Ian Gillan - voce
- Roger Glover - basso
- Jon Lord - tastiere
- Ian Paice - batteria

## Classifiche
| Classifica (1988) | Posizione massima |
| ----------------- | ----------------- |
| Austria           | 16                |
| Finlandia         | 5                 |
| Germania          | 13                |
| Giappone          | 50                |
| Norvegia          | 5                 |
| Paesi Bassi       | 44                |
| Regno Unito       | 38                |
| Stati Uniti       | 105               |
| Svezia            | 5                 |
| Svizzera          | 16                |